# チマチョゴリ

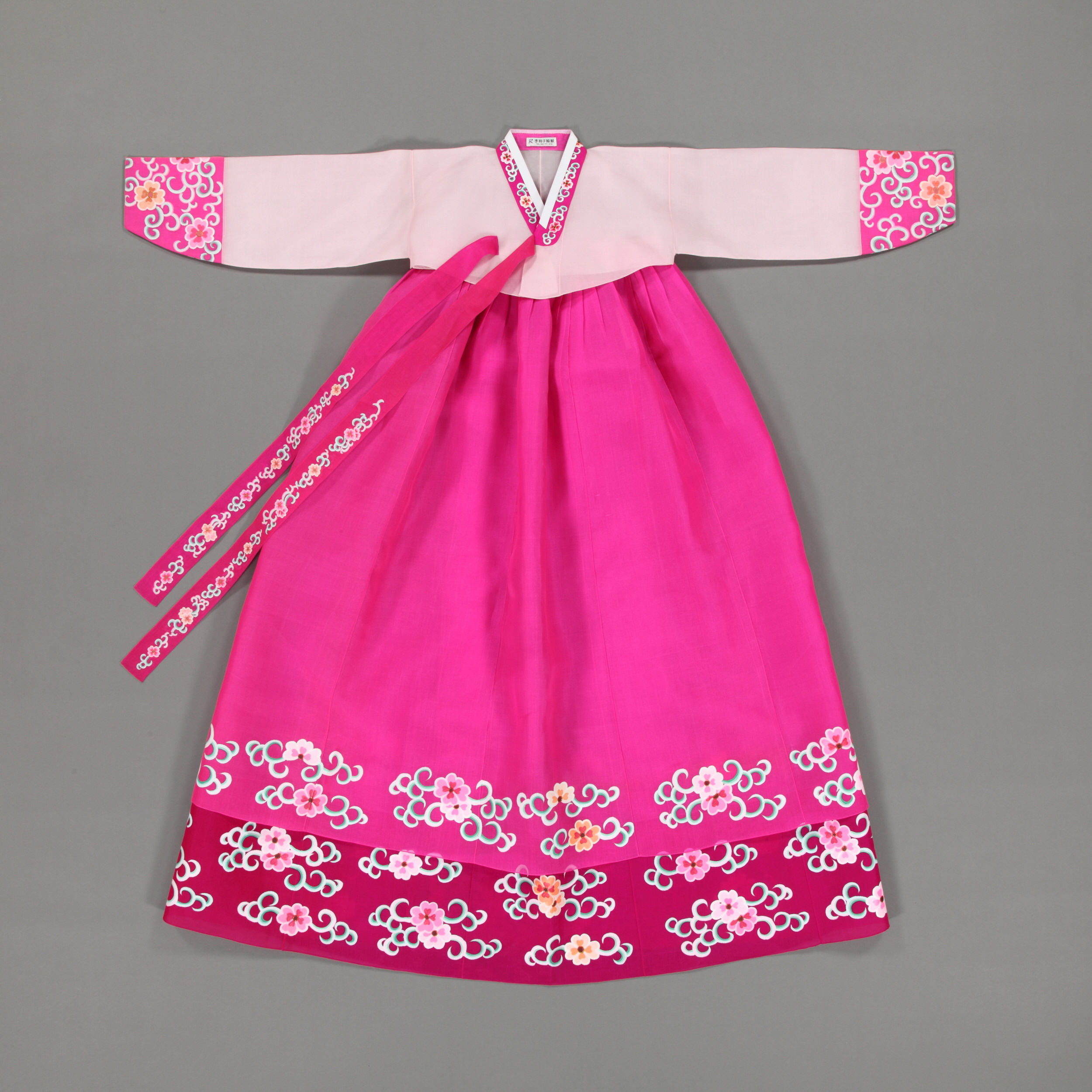
チマチョゴリ

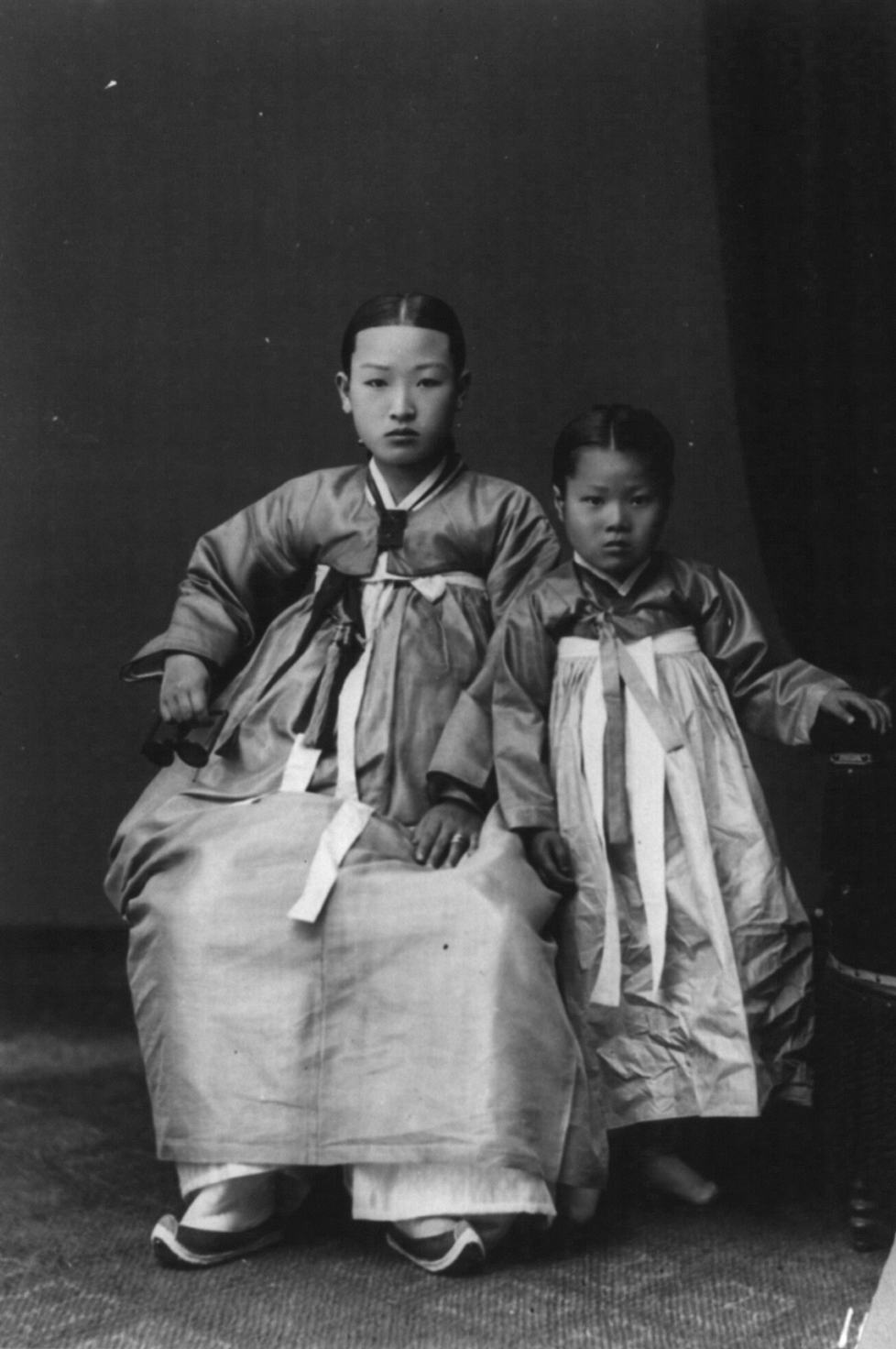
1910年代 チマチョゴリを着用した母子

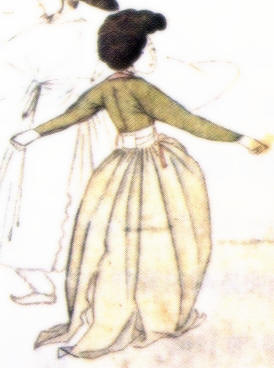
申潤福作 18世紀

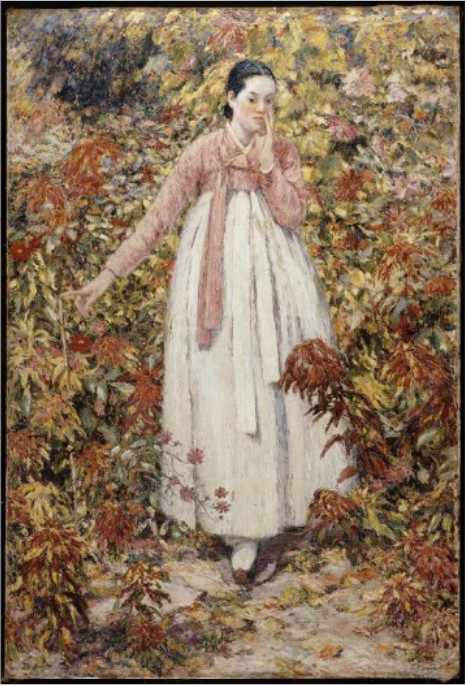
児島虎次郎画。1920年

チマチョゴリ（朝鮮語: 치마저고리）は、朝鮮民族の民族衣装である韓服（朝鮮語: 한복、英語: hanbok）の一種で、チマとチョゴリからなる女性の装いである。

## 概要
女性用朝鮮服は、男女共通の上着であるチョゴリ（襦）と、巻きスカートであるチマ（裳）によって構成される。
韓国では、現在、袖のやわらかな曲線、全体を引きしめる白地のトンジョン（半襟）、合わせ着のように着る形が、「民族衣装韓服の3大美」とされている。しかし、近年では合わせ襟でない形式のチョゴリも登場している。
日本国内にある朝鮮学校では、女子学生の制服としてチマチョゴリの様式を取り入れている（→朝鮮学校の項参照）。これは白いチョゴリと黒いチマを着用するものだが、北朝鮮ではこの色彩のチマチョゴリが女性の正装になっている。なお、韓国ではこの色彩のチマチョゴリは一般に見られない。
1920年代初頭に、胸部を圧迫しすぎて発育を阻害・病気を誘発するなどの欠点が指摘され始め、洋服の利便性を取り入れた改良服を提唱する金一葉と美的見地からそれに反対する羅蕙錫による「婦人衣服改良問題」が東亜日報紙上で連載されるなど、識者による論争が盛んとなった。

## チマチョゴリ用語
チョゴリ / 저고리
上着。男女共通ではあるが、女性用チョゴリの身丈は男性用より短く、現代ではバストの下5cmが標準的。
オッコルム / 옷고름
装飾用のリボン状の紐。本来は着用のためについていた服の結び紐。
チマ / 치마
巻きスカート。胸からくるぶしまでの長さがある。
ソッチョゴリ / 속저고리
チョゴリの下に着用する下着。
ソッチマ / 속치마
スリップ状の下着。本来はチマと同型。
ソッパジ / 속바지
ズボン状の下着。
ポソン / 버선
靴下、足袋。男女共通。

## 着用方法
1. ソッパジを着る
2. ポソンを履く
3. ソッチマを着る
4. チマを着る:ひもは胸の下で結び、固定する
5. ソッチョゴリを着る
6. チョゴリを着る:内側のひも又はボタンで留める
7. オッコルムを結ぶ:片方が輪になるように結ぶ
8. （動画[2]）